# 関東学園大学附属高等学校
関東学園大学附属高等学校（かんとうがくえんだいがくふぞくこうとうがっこう）は、群馬県館林市に所在する私立高等学校。
太田市に所在する関東学園大学の附属学校で、学校法人関東学園が運営している。

## 建学の精神
学園創設者、松平濱子が自戒の徳目とした敬和・温順・質実の精神を基礎として知識を養うことと同時に、豊かな人間形成を尊重した「学徳一体の人間教育」に努めている。

## 沿革
校祖は松平濱子。健康な身体と豊潤な情操・自主創造の気風・人類平和に寄与する人間の育成を希求し、1946年4月に現在の地に関東女子専門学校を開設し、1958年4月に高等学校を併設して現在に至る。

### 年表
- 1946年 - 松平濱子が関東女子専門学校（のちの関東短期大学）を現在地に開設
- 1958年 - 関東学園高等学校（普通科・商業科）を併設
- 1960年 - 電気科を増設
- 1961年 - 機械科を増設
- 1971年 - 自動車科を増設
- 1979年 - 関東学園分福運動場を開設（第3種公認陸上競技場）
- 1982年 - コンピューターを導入、講座を開講
- 1982年 -  関東学園高等学校を関東学園大学附属高等学校に改称
- 1986年 - 野球部が第58回選抜高等学校野球大会に出場
- 1987年 - 普通科に特別進学コース増設
- 1989年 - 自動車科募集停止、普通科定員増加
- 1990年 - 機械科・電気科募集停止、普通科定員増加
- 1990年 -  男子ソフトボール・全国高等学校総合体育大会優勝
- 1999年 - マルチメディア教育環境整備補助事業
- 2003年 - オーストラリア、ナンボー高校への短期留学実施
- 2004年 - ナンボー高校と姉妹提携を結ぶ
- 2006年 - 通学用スクールバス運行
- 2012年 - 内田美希がロンドンオリンピックの4×100mリレーに出場

## 設置学科
- 普通科
  - 特進コース
  - 進学コース

## 主な出身者

### 野球
- 谷良治
- 岡島豪郎
- 西濱勇星

### プロレス
- 島田宏
- 折原昌夫

### ゴルフ
- 大出瑞月

### 競泳
- 内田美希

## 特色
校内での｢おはよう｣｢さようなら｣といった挨拶の全てが｢ごきげんよう｣で統一されている。
男子は黒の詰め襟、女子はセーラー服。

## 所在地
- 〒374-8555 群馬県館林市大谷町625
北緯36度14分41.42秒 東経139度29分58.38秒 / 北緯36.2448389度 東経139.4995500度
- 成島駅徒歩10分
- 太田駅より東小泉駅経由の有料スクールバス
- 板倉東洋大前駅より館林駅経由の有料スクールバス
  - スクールバスは佐野日大高校など他校近隣高と異なり有料で利用の都度運賃を支払う方式で定期乗車券や回数乗車券も設定されている他、片道定期券もある[1]

## その他
言語および聴覚に障害のある者の治療を手助けするヴェルボトナル法を導入した「ヴェルボトナル研究所」を同法人が運営している。